# Söderlångvik gård

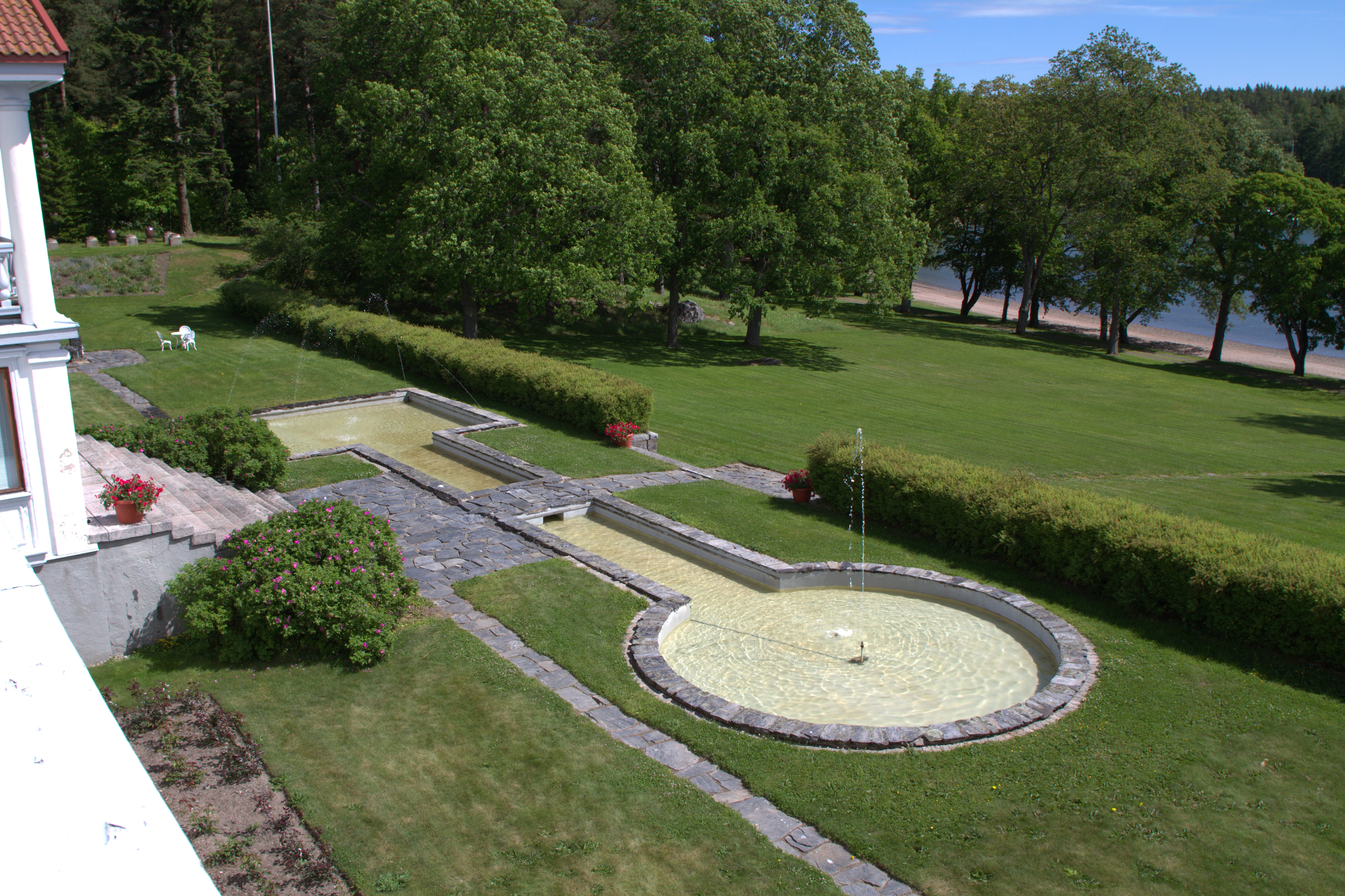
Trädgården.

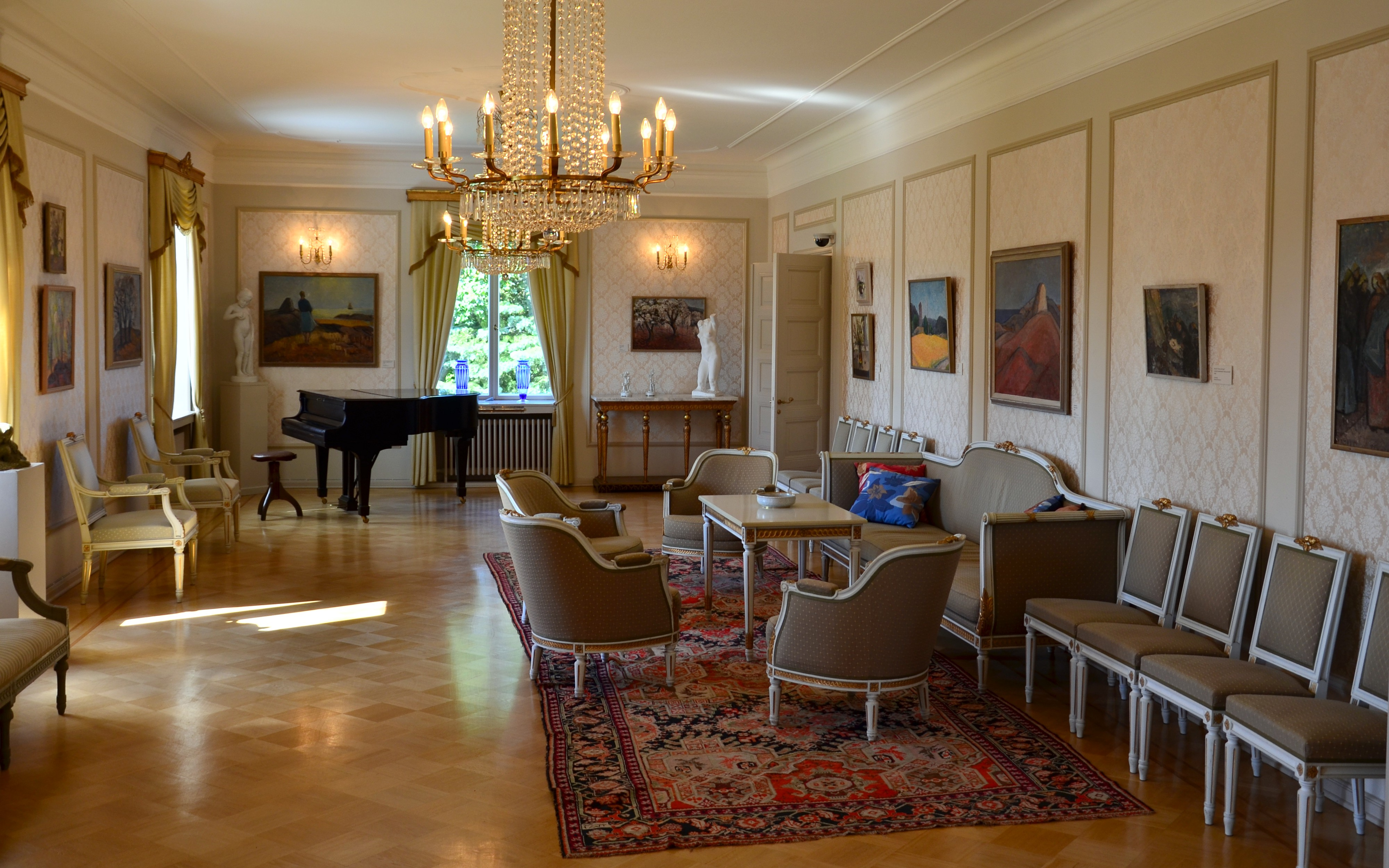
Salongen i västra flygeln.

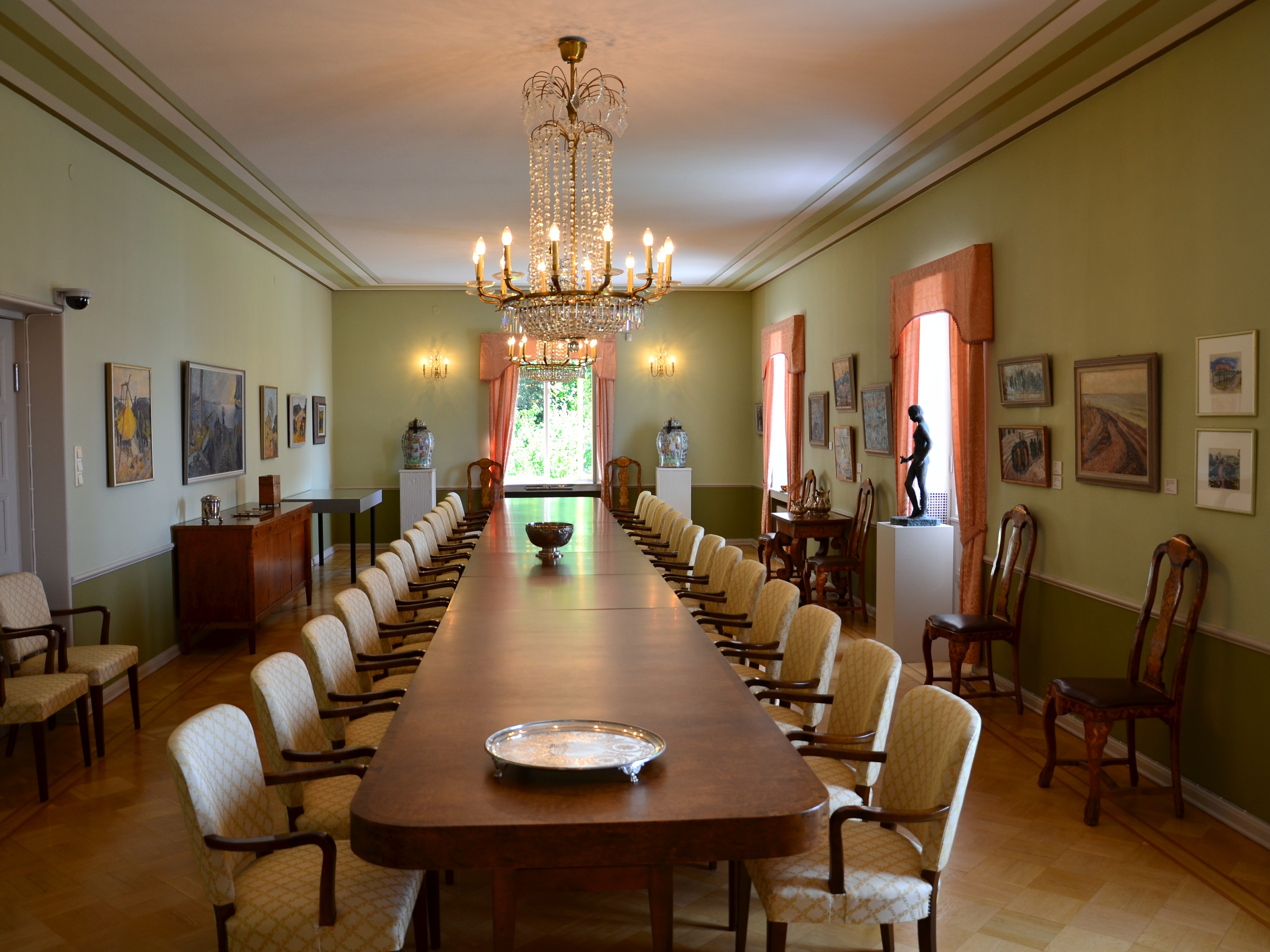
Stora matsalen i östra flygeln.

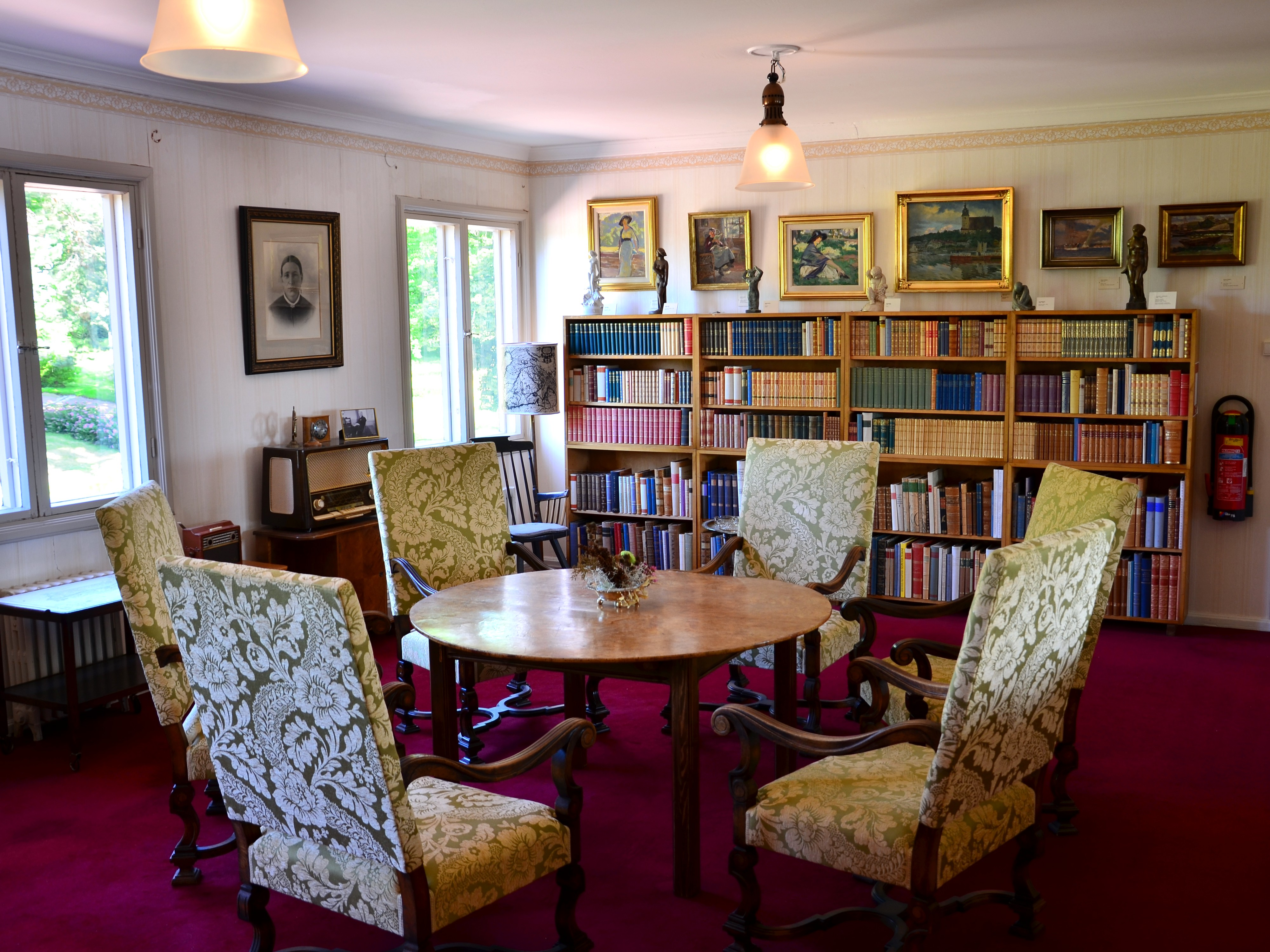
Biblioteket på övervåningen.

Söderlångvik gård är en herrgård i Dragsfjärd på Kimitoön i Egentliga Finland. Den inrymmer idag Söderlångviks museum med en del av Amos Andersons konstsamling.

## Historik
Söderlångvik har varit bebott sedan 1500-talet. På berget några hundra meter öster om gården finns även flera järnåldersgravar. Ägarskapet har växlat under årens lopp och någon gång under 1600-talet upphörde Söderlångvik att vara en självständig gård för att i stället omväxlande ingå i Dalsbruks eller Björkboda bruks ägor. År 1927 köpte den Kimitobördige riksdagsmannen och tidningsmagnaten Amos Anderson gården av Dalsbruks järnverk och lät bygga om det ursprungliga envåningsstockhuset till en pampig 47 meter lång tvåvåningsherrgård som sitt sommarresidens. Efter hans död 1961 testamenterades herrgården och konstsamlingen till Konstsamfundet, som sedan 1965 visat gården som ett personhistoriskt och konstmuseum.
Mona Mårtenson tillbringade under en lång följd av år somrarna tillsammans med Amos Anderson på Söderlångvik. Monastigen på Söderlångvik är namngiven efter henne.
Sommaren 2025 framgick det att Söderlångvik gård i tiotals år har dumpat sopor och avfall i ett skogsområde cirka 600 meter från gården.

## Geografi
Söderlångvik ligger längst in i Långviken som sträcker sig två kilometer inåt land cirka tre kilometer väster om Dalsbruk. Ägorna omfattar ca 7 000 hektar skogs- och jordbruksmark. Söderlångvik är en av Finlands största äppelproducenter med cirka 50 000 äppelträd. Cirka en tredjedel av dem finns i Söderlångvik, resten vid Tolfnäs gård på nordvästra Kimito.

## Herrgården
Herrgården i sitt nuvarande utseende är ritad av Wäinö Palmqvist och uppfördes 1934–1935. Åren 1937 och 1938 utökades byggnaden med två envåningsflyglar med terrasser på taket. Flyglarna inrymmer stora matsalen, salongen och gästrum. Huset har 15 rum och en totalyta på 560 m². På övervåningen finns biblioteket, Amos Andersons arbetsrum och hans sovrum.
Byggnaderna renoverades helt under åren 2019–2020.

## Museet
Samlingarna på Söderlångviks museum består i huvudsak av konstverk som funnits där sedan Amos Andersons tid. Förutom ett hundratal målningar finns även mindre skulpturer och grafik. Förutom konsten i huvudbyggnaden finns gallerier i det före detta stallet och en av personalbostäderna. Tyngdpunkten i museets samlingar ligger på finländsk konst från början av 1900-talet.

## Garaget

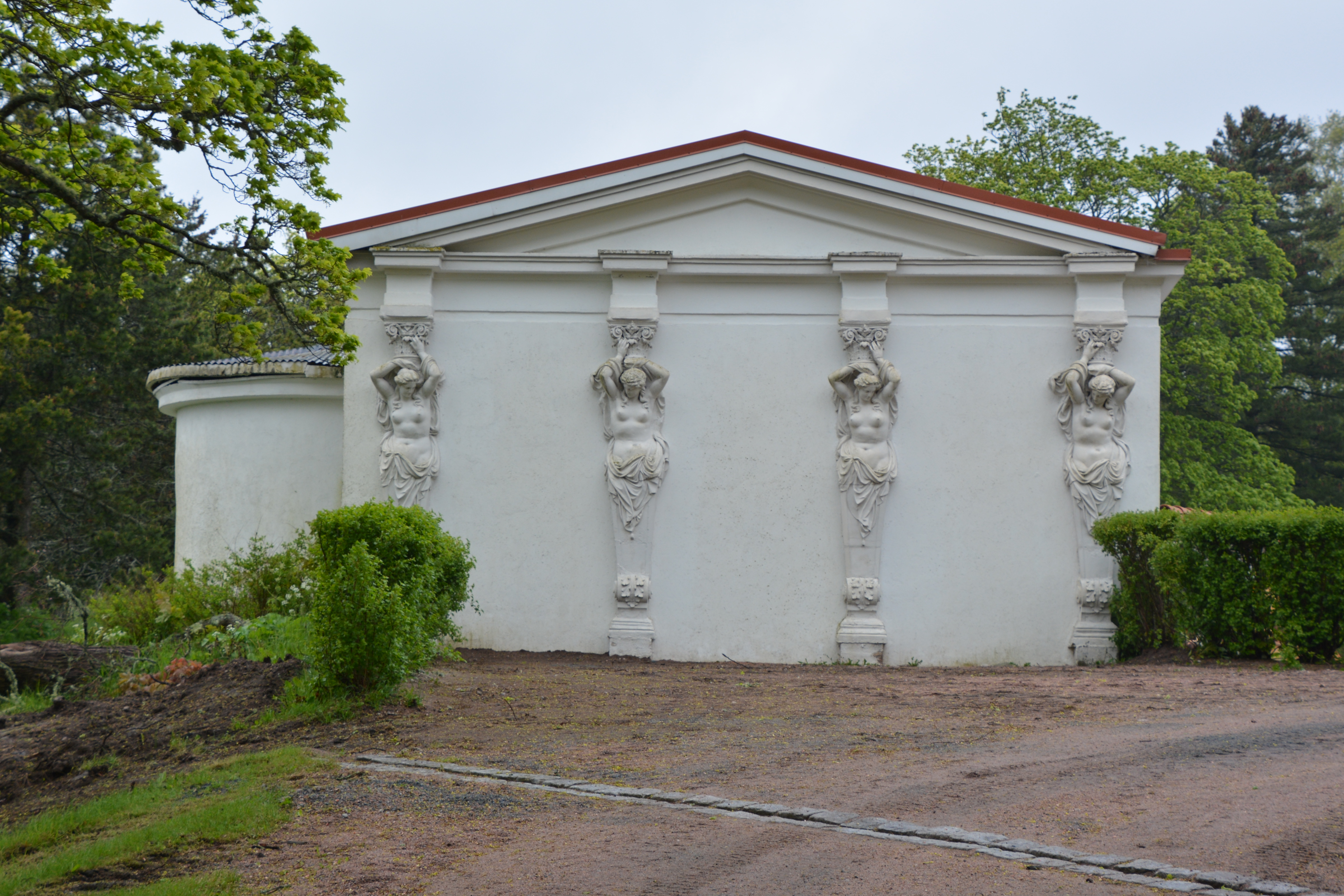
Karyatiderna på garaget.

På garagets södra gavel finns fyra karyatider, som ursprungligen satt på Svenska Teatern i Helsingfors, innan denna restaurerades 1935.

## Äppelodlingarna
I samband med finländska statens tvångsinlösen av mark för att fördela till den karelska flyktingbefolkningen, lät Amos Andersson uppodla mark nära byggnaderna med äppleträd. Denna typ av specialodlingar undantogs från expropriation. Söderlångvik har fortfarande omfattande äppelodlingar, av sommarsorter, främst Maikki och Transparente blanche, av höstsorter Samo, Jaspi och Raike, samt vintersorter Atlas och Lobo.

## Jungfrusunds flygstation
Under första världskriget upprättade kejserliga ryska flottan en flygstation vid Jungfrusund på Söderlångviks ägor. En division ur II. flygbrigaden baserades vid Jungfrusund med uppgift att bevaka Finska vikens mynning. Som mest var runt hundra man och 6–10 flygbåtar av typen Grigorovitch M-9 stationerade i Jungfrusund. Efter finska inbördeskriget (de ryska trupperna fanns då ännu kvar i landet) föll en del av flygplanen i finska händer och tilldelades det nybildade Finlands flygvapen.